# Koefficient
Inom matematiken betecknar en koefficient en multiplikativ faktor i en term som också består av en eller flera variabler i ett polynom, serie eller annat uttryck.
I exempelvis uttrycket 
{\displaystyle a\,\sin(x)+b\,x+c}
är a och b koefficienter. Om c skall anses vara en koefficient är en tolkningsfråga.
I polynomet 
{\displaystyle 7x^{6}+x^{5}+2x^{4}-5x^{3}+3x+4}
är koefficienten för x6-termen 7, för x4-termen 2 och så vidare. För polynom kan man anse att varje potens förekommer upp till polynomets grad. Till exempel kan polynomet ovan även skrivas
{\displaystyle 7\cdot x^{6}+1\cdot x^{5}+2\cdot x^{4}+(-5)\cdot x^{3}+0\cdot x^{2}+3\cdot x^{1}+4\cdot x^{0}\,}
där termer i tydlighetssyfte skrivits med potenserna 1, (−5) och 0. Dessutom har den konstanta termen skrivits som en koefficient till x0=1.
Koefficienter förekommer bland annat i potensserier i en variabel, i polynom och potensserier av flera variabler och i linjärkombinationer av uppsättningar av vektorer, eller allmännare, för element i en given modul över en koefficientring. Detta betyder, att man kan identifiera exempelvis koefficienter i ett polynom olika, beroende på vilka faktorer man definierar som variabler och vilka som ses som möjliga delar av koefficienterna.
Ofta indexeras koefficienter och objekt på samma sätt, vilket leder till uttryck som exempelvis
{\displaystyle a_{0}x_{0}+a_{1}x_{1}+a_{2}x_{2}...}
eller
{\displaystyle c_{0}x^{0}+c_{1}x^{1}+c_{2}x^{2}...}
där ai och ci är koefficienter.
Specialfall av koefficienter är riktningskoefficienter, binomialkoefficienter, och allmännare multinomialkoefficienter.
Även inom andra områden där matematiska modeller tillämpas (som inom ekonomiska vetenskaper) talar man om koefficienter.